# Fettisdagen
Fettisdagen, eller något ålderdomligt vita tisdagen (en beteckning som dock även något oegentligt används för tisdagen i stilla veckan), på finlandssvenska fastlagstisdagen, är i kristen tradition tisdagen efter fastlagssöndagen, 47 dagar före påsk. Dagen är därmed rörlig, och kan infalla som tidigast 3 februari och senast 9 mars. Fettisdagen är den tredje av de tre dagarna i fastlagen, dagarna före fastan, där den första är fastlagssöndagen och den andra är blåmåndagen. Fastan börjar därefter med askonsdagen.

## Etymologi
Namnet fettisdag är bildat av "fet" och "tisdag", där fet syftar på all fet mat som brukade ätas på fettisdagen, den sista dagen före fastan. Ordet är belagt sedan 1594. Under 1600-talet talades om fetdagar som en motsats till fastedagar. Under fetdagar tilläts man att äta fet mat. Hur vita tisdagen har fått sitt namn är oklart, men en teori är att namnet kommer av det vita vetemjöl som man bakar semlor med.

## Traditioner

### I Norden
I svenskan förknippas fettisdagen ofta med semlor, men förr var det en dag som förutom den feta maten var fylld av lekar (benämns även tisdagslekar) och festliga traditioner. Bland annat kunde man piska varandra med fastlagsris (även kallat tisdagsris). Fastlagsupptågen förbjöds efter reformationen, men levde särskilt kvar på landsbygden.

#### Förtäring

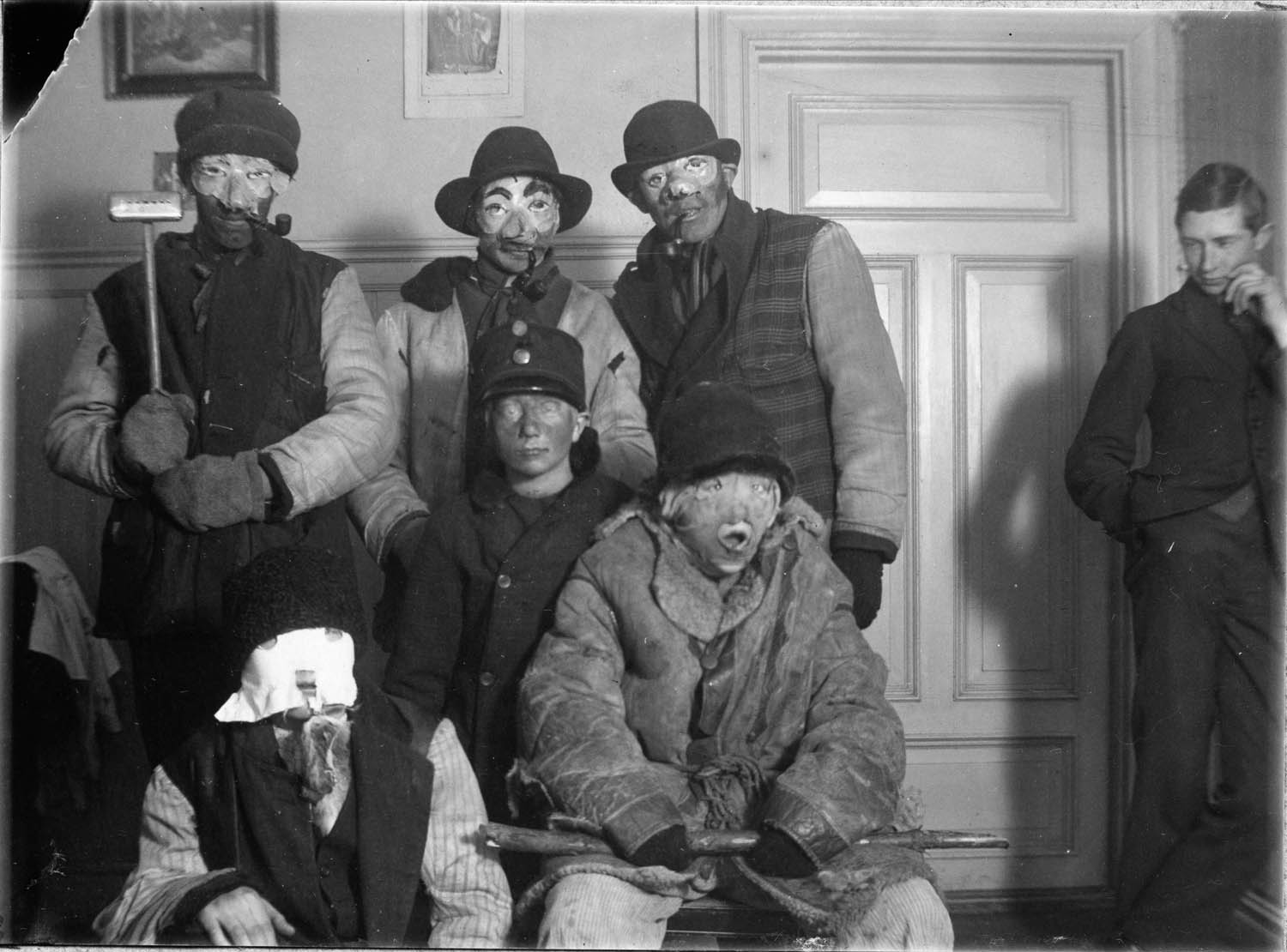
Fettisdagsgubbar i Alfta socken i Hälsingland i början av 1900-talet.

I Sverige kunde man äta sju mål mat under fettisdagen och särskilt under 1800-talet var det vanligt med fettisdagssoppa och fläskkorv. Fastlagsbullen var då mer av en frivillig efterrätt som brukade serveras i djup tallrik med mjölk, så kallad hetvägg. Till skillnad från senare fastlagsbullar saknade bullarna helt fyllning. Traditionen att denna dag äta semlor, även kallade fastlagsbullar eller fettisdagsbullar, har levt kvar. I Sverige såldes det år 2022 runt sex miljoner semlor på fettisdagen. Förr åts dock bullarna främst på måndagen, som i Sydsverige kallades för "bullamåndag". I Svenskfinland och Skåne kallas bakverket fastlagsbulle, i Norge och Danmark för fastelavnsbolle.
Enligt isländsk tradition är det vanligt att äta ärtsoppa och saltat (lamm-)kött på fettisdagen. Traditionellt konsumerar islänningarna fastlagsbullarna på måndagen istället.

#### Skollov
I början av 1900-talet förekom en lovdag, fettisdagslovet, i Stockholms skolor.

#### Fettisdagsgubbar
Att gå fettisdagsgubbe är en tradition snarlik att gå påskkärring, med undantag att man besöker butiker istället för gårdar och på fettisdagen istället för kring påsk. Traditionen är gammal och kommer ifrån när människor gick från gård till gård och tiggde mat; på fettisdagen kunde de inte bli nekade. I modern tid är det framförallt barn som går, och då ofta klädda i vanliga maskeradkläder. Traditionen är särskilt kvarlevande i Alfta i Hälsingland.
I Anundsjö (Bredbyn och byarna däromkring) i Örnsköldsviks kommun lever också traditionen att gå fettisdag kvar. Barn går runt i gårdarna och tigger godis och de behöver inte vara utklädda.

### I Europa

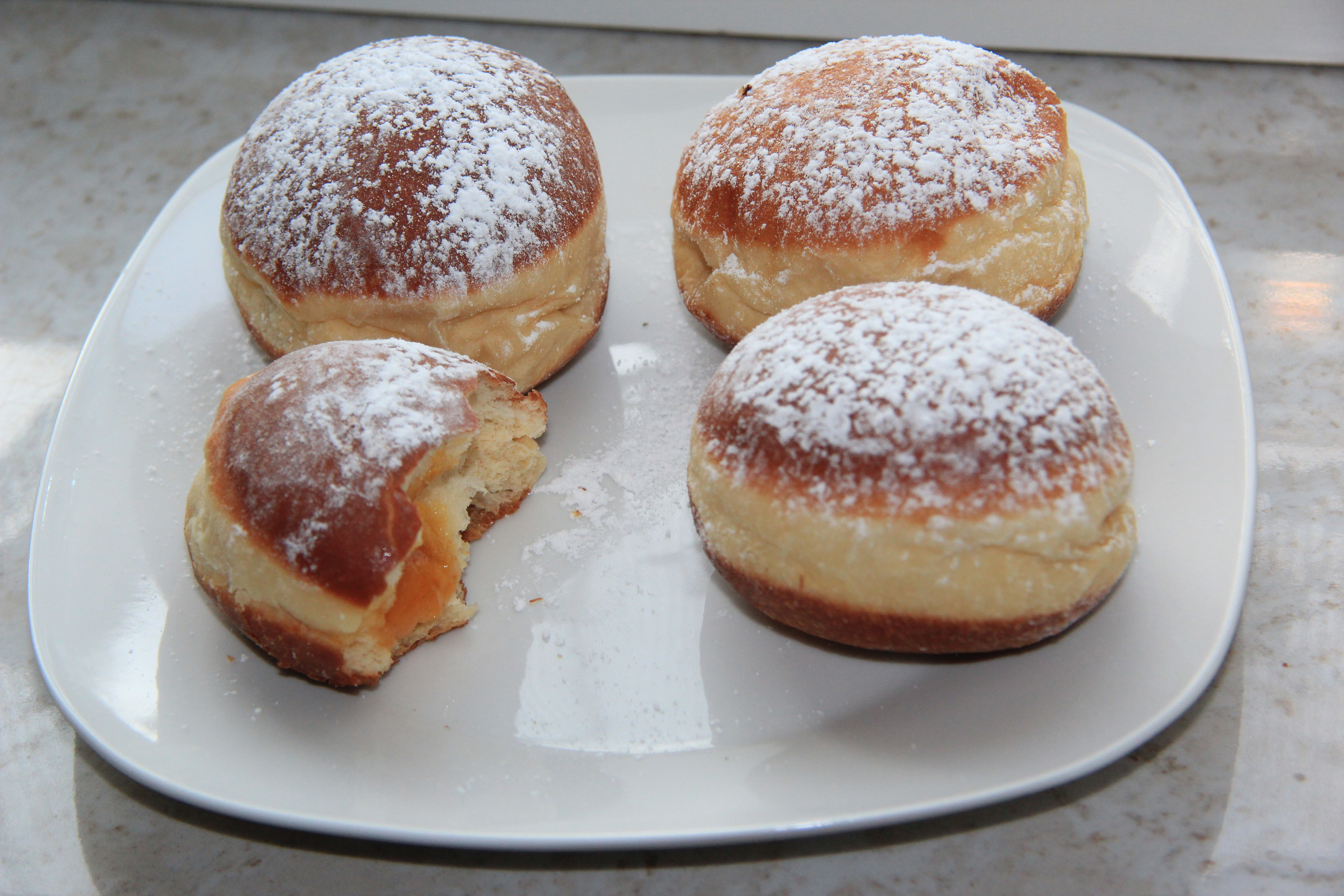
Faschingskrapfen, bullar fyllda med aprikossylt, äts i södra Tyskland och Österrike under fettisdagen.

#### Frankrike (Mardi gras)
På franska kallas dagen för Mardi gras (som också betyder 'fet tisdag') och det är därifrån som Mardi Gras-karnevalen i New Orleans har fått sitt namn.

#### Litauen (Užgavėnės)
I Litauen kallas den Užgavėnės och innebär att man äter pannkakor eller spurgos (litauiska munkar).

#### Storbritannien (Shrove Tuesday)
I England och i många andra engelsktalande länder kallas dagen för "Shrove Tuesday" eller  "Pancake Day", en dag då man äter pannkakor till middag.

#### Tyskland, Österrike och Schweiz (Faschingsdienstag, Fasnachtsdienstag, Fasnetzieschdig)
I Österrike och Bayern i Tyskland heter dagen "Faschingsdienstag" och firas med karneval och festande. I Schweiz och Baden-Württemberg i Tyskland heter dagen "Fasnachtsdienstag" eller "Fasnetzieschdig" på dialekten.

## Tidpunkt
Fettisdagen infaller mellan blåmåndagen och askonsdagen.
Tidpunkten för fettisdagen är rörlig. Den inträffar 47 dagar före påsk, vilken i sin tur enligt kyrkokalendern inträffar första söndagen efter första ecklesiastiska fullmånen efter 20 mars.
Fettisdagen kan infalla som tidigast 3 februari och senast 9 mars.
| År   | Datum       |
| ---- | ----------- |
| 2005 | 8 februari  |
| 2006 | 28 februari |
| 2007 | 20 februari |
| 2008 | 5 februari  |
| 2009 | 24 februari |
| 2010 | 16 februari |
| 2011 | 8 mars      |
| 2012 | 21 februari |
| 2013 | 12 februari |
| 2014 | 4 mars      |
| 2015 | 17 februari |
| 2016 | 9 februari  |
| 2017 | 28 februari |
| 2018 | 13 februari |
| 2019 | 5 mars      |
| 2020 | 25 februari |
| 2021 | 16 februari |
| 2022 | 1 mars      |
| 2023 | 21 februari |
| 2024 | 13 februari |
| 2025 | 4 mars      |
| 2026 | 17 februari |
| 2027 | 9 februari  |
| 2028 | 29 februari |
| 2029 | 13 februari |